# Carel Balth
Carel Balth (* 25. November 1939 in Rotterdam; † 10. Juli 2019 in Vreeland) war ein niederländischer Künstler. Sein Werk zeichnet sich durch den innovativen Gebrauch von neuen Medien aus. Dabei nimmt die Synthese von Licht, Bewegung und Raum eine zentrale Position ein, und die Möglichkeiten der Wahrnehmung werden untersucht. Neue Medien, abstrakte Fotografie und Zeichenkunst vereinen sich in seinem Oeuvre. Balth benutzt eine Vielfalt von Werkzeugen, um die menschliche Wahrnehmung zu untersuchen und benutzt dabei unkonventionelle Mittel und Materialien von Vinyl über Plexiglas bis zu absichtlich verpixelten Bildern. Balths Arbeit wurde durch Mondriaan und Lucio Fontana beeinflusst.

## Arbeiten in öffentlichen Sammlungen (Auswahl)
- Stedelijk Museum,[4] Amsterdam
- Kunstmuseum Den Haag, The Hague
- Museum of Modern Art, New York
- Centre Georges Pompidou, Paris
- Louisiana Museum of Modern Art, Humlebæk,
- National Gallery of Art, Washington
- Museum De Lakenhal, Leiden
- Kröller-Müller Museum, Otterlo
- Henry Art Gallery, Seattle
- Groninger Museum, Groningen
- Stedelijk Museum Schiedam, Schiedam
- Museum Voorlinden, Wassenaar
- Princeton University Art Museum, Washington
- Fleming Museum of Art, Vermont
- Städtisches Museum Abteiberg, Mönchengladbach
- Museo Fondazione Antonio & Carmela Calderara, Mailand
- Musée d'Art Moderne et Contemporain, Saint-Étienne

## Bilder

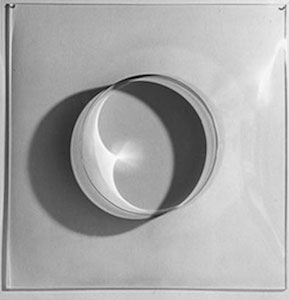
Light Object 1969
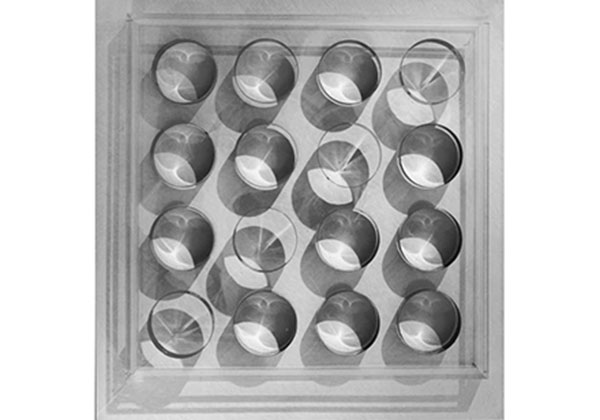
Light object 16 rings 1969
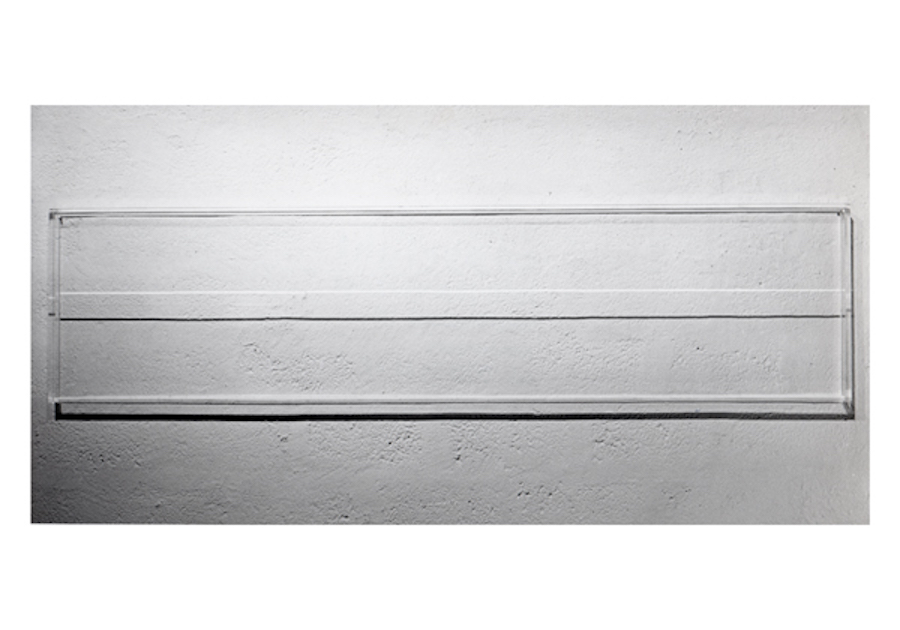
Light object continuous lightline 1973
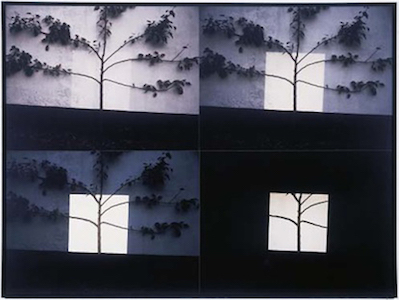
Light Photo Works Transitions Tree I 1976
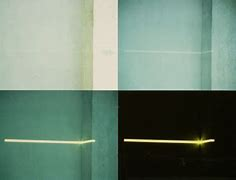
Light Photo Works Transitions Line I 1977
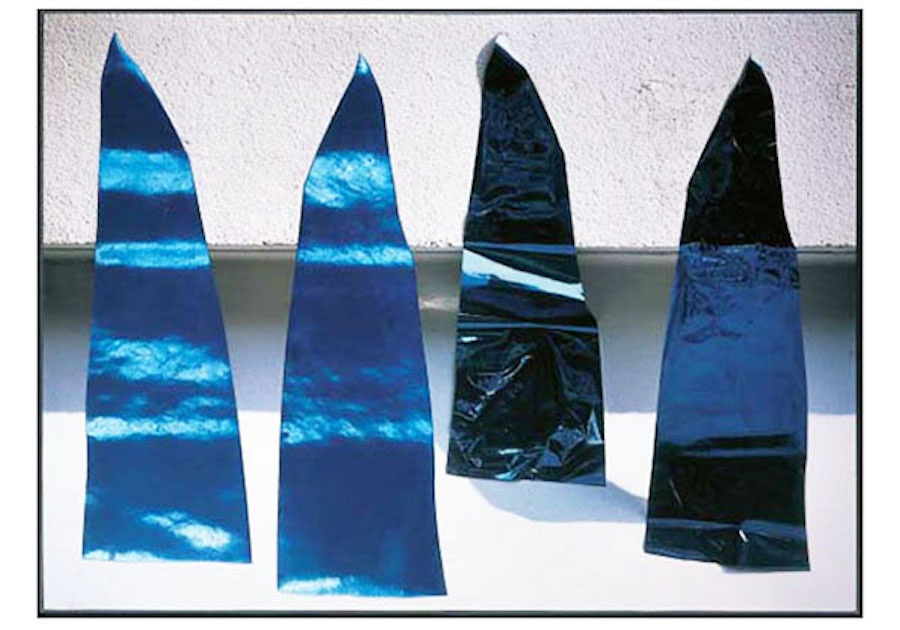
The New Collage 2 1980
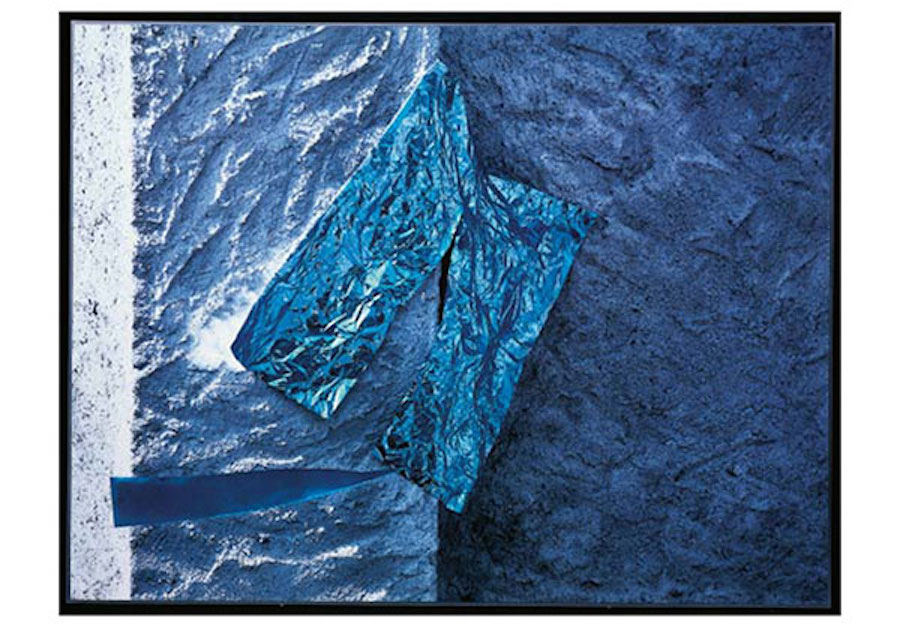
The New Collage 4 1980
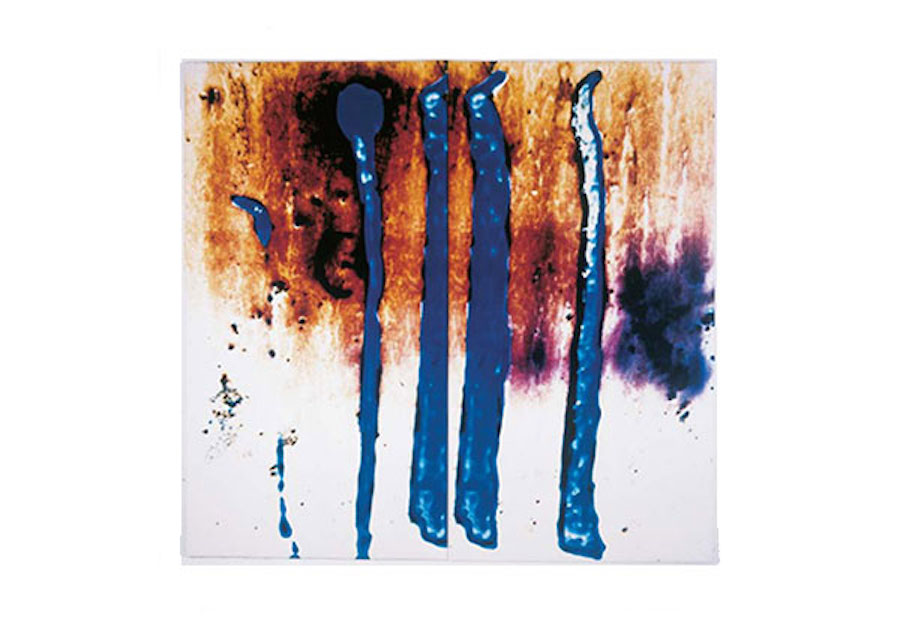
Polaroid Painting About the Reality of Peace 1986
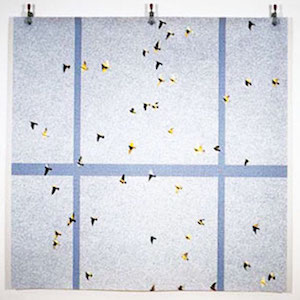
The Vinyls Sky lines II 1999
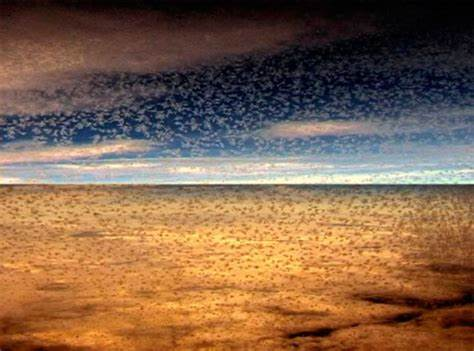
Videowatercolor Skyscape 2003
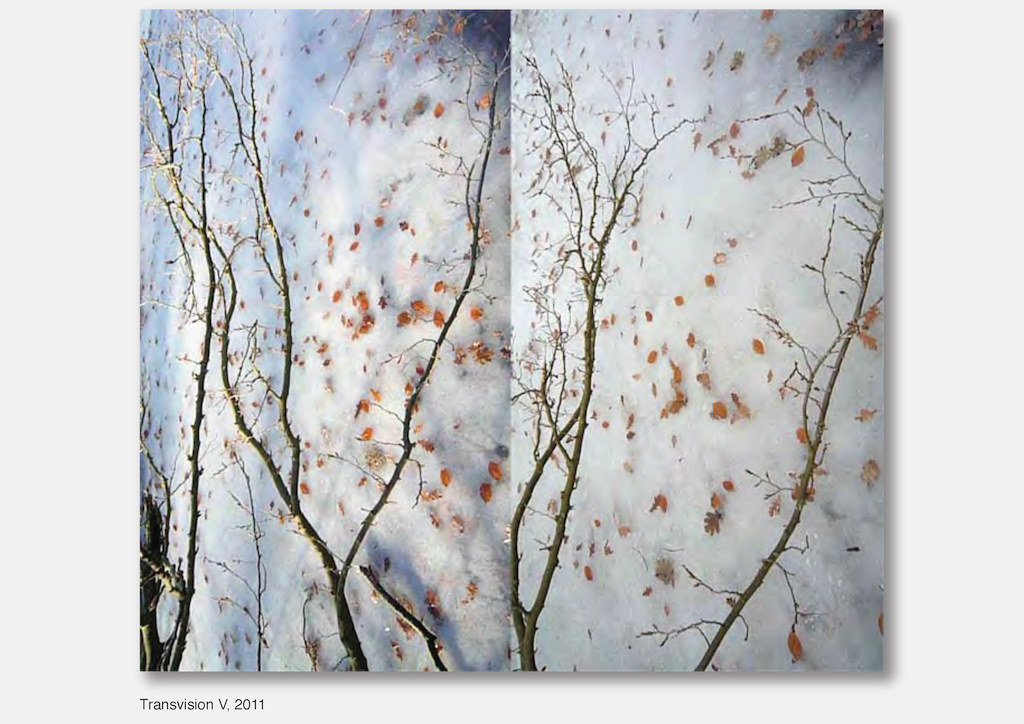
Videowatercolor Transvision V 2011
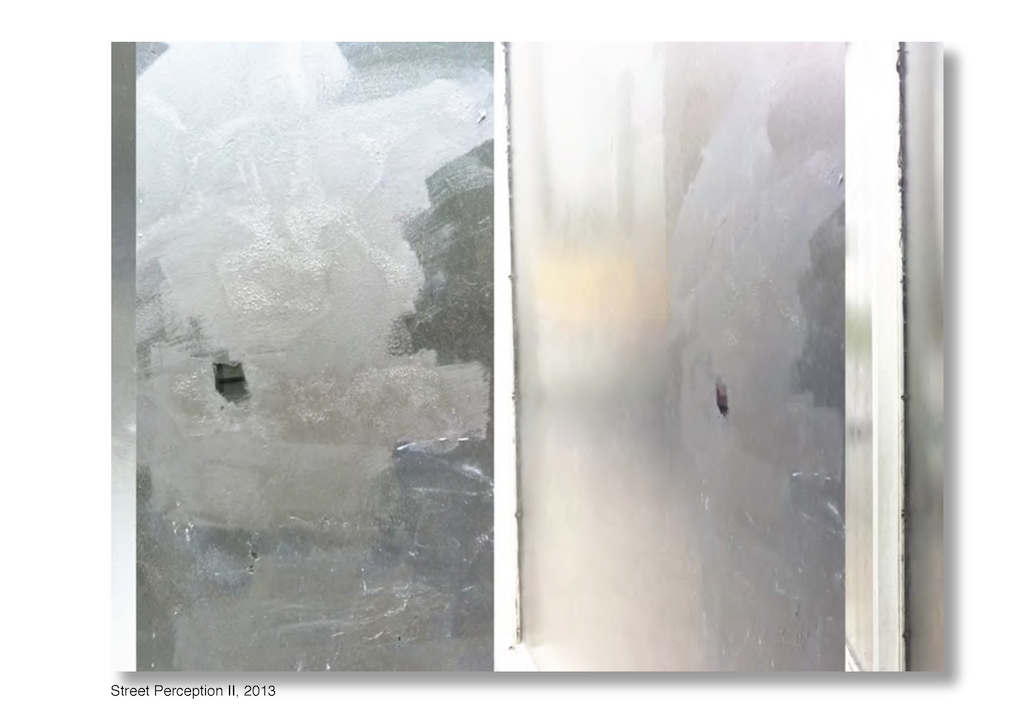
Videowatercolor Street Perception II 2013
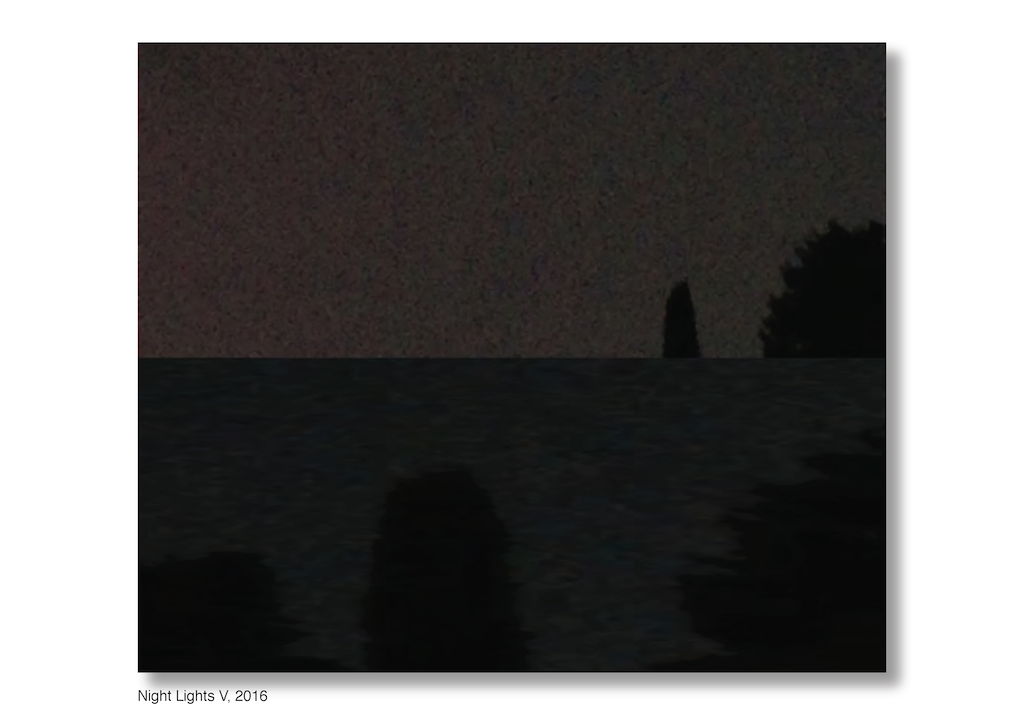
Videowatercolor Night Lights V 2016

## Ausstellungen (Auswahl)
- 2024-2025 Museum EICAS in Deventer: 03
- 2022 Double Je (collection Durand-Dessert) Musée d'art Moderne et Contemporain in Saint-Étienne
- 2020 Kjubh Kunstverein in Köln: Beauty in Restraint
- 2017 Parts Project 06 in Den Haag
- 2013 Louisiana Art & Science Museum in Baton Rouge: The Edge of Vision
- 2012 Schneider Museum of Art in Ashland: The Edge of Vision
- 2011 The Henry Art Gallery in Seattle
- 2010 Center for Creative Photography in Tucson: The Edge of Vision
- 2009 Aperture Foundation in New York: The Edge of Vision
- 2009 China Pingyao Photography Festival in Pingyao
- 2002 Kunstraum Innsbruck
- 2001 Kunstmuseum Den Haag: The Beauty of Intimacy
- 2001 Staatliche Kunsthalle Baden-Baden: The Beauty of Intimacy
- 2000 Kunstmuseum Den Haag
- 1999 Galerie Rolf Ricke in Köln
- 1992 Elga Wimmer Gallery New York
- 1989 Danforth Museum in Boston: Vision and Revision, recent art from the Netherlands
- 1988 Städtisches Museum Abteiberg in Mönchengladbach: Kollection Etzold
- 1988 Kunsthalle Düsseldorf: Similia/Dissimilia
- 1987 Columbia University, Leo Castelli Gallery New York: Similia/Dissimilia
- 1987 Vereniging van het S.M.A.K in Gent
- 1986 Folkwang Museum in Essen
- 1985 Groninger Museum
- 1983 Museum hedendaagse Kunst Utrecht
- 1981 Landespavillion: Aktuelle Kunst aus den Niederlanden in Stuttgart
- 1981 Mercato del Sale in Mailand
- 1978 Galleria Banco / Massimo Minini in Brescia
- 1978 Palais des Beaux Arts in Brüssel: Les Livres d'artistes
- 1977 Van Abbemuseum in Eindhoven
- 1977 Musee d'Art et d'Industrie in St Etienne
- 1976 Galerie Mueller-Roth in Stuttgart
- 1975 Galerie Swart in Amsterdam
- 1974 Folkwang Museum in Essen
- 1974 Stedelijk Museum in Amsterdam
- 1972 Galerie Swart in Amsterdam
- 1972 La Polena in Genua
- 1972 Galerie Keller in München
- 1969 Galerie Swart in Amsterdam
- 1969 Stedelijk Museum Schiedam

## Serien
- Light Objects 1969–1975
- Light Photo Works 1975–1978
- The New Collages 1979–1982
- Polaroid Paintings 1982–1986
- Laser Paintings 1986–1995
- Natsune Paper Works 1995–2000
- The Vinyls 1997–1999
- Videowatercolors 2000–2019

## Publikationen
- Upchurch, Michael 'Videowatercolors' play with time and space The Seattle Times 2011
- Brian Miller, The Henry's Two Big Fall Shows. Brain art vs. body art The Seattle Weekly 2011
- Heingartner, Douglas Videowatercolors: the Perception of Meaning 2007
- Brehm, Margrit Die Verwandlung von Potenzialität in Realität. Einige Gedanken zu den Videowatercolors von Carel Balth Heart Beat 2005
- Jansen, Gregor Die Errettung der äußeren Wirklichkeit. Medientheoretische Überlegungen zu den Videowatercolor Heart Beat 2005
- Mac Giolla Léith, Caoimhín Carel Balth's The New Collages and the psychodynamics of vision Heart Beat 2005
- Wieczorek, Marek From Magneple to Videowatercolors: The Heart Beat in Balth's Oeuvre Heart Beat 2005
- Van Hasselt, Kai / van Zeil, Wieteke “Dit is mijn meta-kunstwerk” Volkskrant 2005
- Bronwasser, Sacha Dicht op de huid van de kunstenaar Volkskrant 2001
- Piller, Micky Intensiteit en bravoure Het Financieële Dagblad 2001
- Put, Roos van Intimiteit van de gedachte Haagsche Courant 2001
- Smallenburg, Sandra De charme van ontluikende seksualiteit NRC Handelsblad 2001
- Stiemer, Flora De jaren negentig: vrijheid en betrokkenheid Algemeen Dagblad 2001
- Velde, Paola van de Intimiteit van de jaren negentig De Telegraaf 2001
- Wieczorek, Marek Sky Lines: recent work of Carel Balth 2001
- Roos, Renate Vogelflug im Bild Kölner Stadt-Anzeiger 1999
- Wieczorek, Marek Reflections: The World Writ Large with Carel Balth 1997
- Ooms, Toine The Interactive Exhibition; Tools and Tales, CD-Rom Catalogue Artis, ‘s-Hertogenbosch 1994
- Wieczorek, Marek The Touch of Light: Laser Paintings by Carel Balth 1993
- Ostrow, Saul "Shifting Ground, Unstable Territories" Sytsema Galleries, Baarn 1992
- Van Mulders, Wim "Permutations of Unveiled Realities" Kunst Nu 87-5 1987
- Norden, Linda Similia/Dissimilia:"Carel Balth" Similia/Dissimilia, pp. 69-73 1987
- Kouwenhoven, Frank "De schilderijen van Carel Balth, het vangen van licht" Cicero nr. 8. Leiden 1986
- Stachelhaus, Heiner Foto oder Malerei – das ist die Frage Neue Ruhr Zeitung, Essen 1986
- Van Mulders, Wim "Fictions of a Clear Conscience" Groninger Museum, Groningen. Museum Folkwang Essen Carel Balth: The Next Stage of Knowing pp. 7-24, 31- 53 1986
- Scheers-Simons, Marijke "Carel Balth" De Bouwadviseur, nr. 7/8 pp. 28-31 1985
- Balth, Carel "A way in painting? "Arte Factum, nr. 6, Antwerp, pp. 48-50 1984
- Daval, Jean-Luc In: La Photographie, Histoire d'un Art. Albert Skira, Geneva, pp. 249 1982
- Caroli, Flavio Enciclopedia, il magico primario in Europa. Galleria Civica, Modena 1981
- Piller, Micky “The Light and Dark Side of Carel Balth’s Reality” Carel Balth: Towards a Monumental Lyricism. pp. 5-14 1980
- Art Actuel. Editions d’Art Albert Skira, Geneva Skira Annuel 5. 1979
- Debbaut, Jan / Liat, Kwee Swan / Wintgens, Doris / Balth, Carel
- Carel Balth, Light-Photoworks, Transitions and Diptychs. Van Abbemuseum, Eindhoven 1978
- Peters, Phillip “Tekenen met Licht” Kunstbeeld. Amsterdam 1978
- Rotzler, Willy “Calculated Phantasy”. Rizzoli, Inc. New York Constructive Concepts, pp. 203 1977
- Balth, Carel Catalogue Museum Folkwang, Essen 1974
- Kerber, Bernhard “Carel Balth” Art International XVIII nr. 4, pp. 48-49 1974
- Daval, Jean-Luc In: La Photographie, Histoire d'un Art. Lugano Edition d'Art Albert Skira, Geneva, pp. 249 1974
- Stachelhaus, Heiner “Seeing and Understanding Light. Notes on the Work of Carel Balth” Carel Balth: The Art of Seeing pp. 1-20 1974
- Kerber, Bernhard “Works between painting and relief” Carel Balth: The Art of Seeing, pp. 20-25 1974
- Odenhausen, Helmut “Giochi di luce e di superfice” Acciaio, Acier, Stahl, Steel, nr. 1 1970